# جائحة فيروس كورونا في مونتريال
```
وباء فيروس كورونا 2020 في مونتريال
 هو وباء فيروسي مستمر لمرض فيروسات 
كورونا 2019
 (كوفيد-19)، الناجم عن 
المتلازمة التنفسية الحادة الشديدة
 (سارس-CoV-2). اعتبارًا من 24 أبريل 2020، تعد مونتريال من أكثر المناطق تضررًا في كندا، 
[
2
]
 مع 11.621 حالة وفاة و 938 حالة وفاة في مقاطعة بها حالات أكثر من الأقاليم والأقاليم الأخرى مجتمعة. وبالمقارنة، كان معدل الوفيات المرتبط في كوفيد-19 أعلى أربع مرات للمنطقة الحضرية في مونتريال منه في 
تورونتو
.
[
3
]
```

## خلفية
في 12 يناير 2020، أكدت منظمة الصحة العالمية عن ظهور فيروس كورونا المستجد كسبب للمرض التنفسي الذي أصاب مجموعة من الأشخاص في مدينة ووهان، مقاطعة خوبي، الصين، إذ أُبلغ عنهم إلى منظمة الصحة العالمية في 31 ديسمبر 2019. كانت نسبة الوفيات بين الحالات المُشخصة بكوفيد-19 أقل بكثير من جائحة فيروس سارس في عام 2003، لكن انتقال العدوى كان أكبر، والوفيات أيضًا.

## علم السكان
بالإضافة إلى تغطية مدينة مونتريال (pop: 1،801،546) ، تشمل المنطقة الإدارية لمونتريال مدن وبلدات مونتريال إيست (4,012)، و ويسماونت (20,974)، و مونتريال كويست (5,287) وكوت سان لوك (34,761)، أمبستيد (7,350) ، بلدة مونت رويال (22,027)، دورفال (20,040)، ليل -دورفال (5) ، بوينت كلير (33،382) ، كيركلاند (20،298) ، بيكونسفيلد (19،977) ، باي دي أورفي (3،922) وسانت آن دي بلفيو (5،038) وسينفيل (981) و دولار ديزورموx لإجمالي عدد السكان الذي يمثل إجمالي عدد السكان 2،050،053 لعام 2020.
|                | 0-14 سنة | 15-24 سنة | 25-44 سنة | 45-64 سنة | 65 وما فوق | مجموع السكان |
| -------------- | -------- | --------- | --------- | --------- | ---------- | ------------ |
| الأفراد        | 311933   | 245،530   | 637،754   | 503،679   | 330،483    | 2،029،379    |
| النسبة المئوية | 15.37    | 12.01     | 31.48     | 24.82     | 16.28      | 100          |

في عام 2019 ، كان 322،417 شخصًا فوق سن 75 عامًا يعيشون في منطقة مونتريال الإدارية. من هذا العدد ، عاش 17 ٪ (57،465) في 108 مساكن في المنطقة. للمقارنة ، في المحافظات الكندية الأخرى ، لا يتجاوز هذا المعدل 6.1 ٪.
|                | 0-14 سنة  | 15-24 سنة | 25-44 سنة | 45-64 سنة | 65 وما فوق | مجموع السكان |
| -------------- | --------- | --------- | --------- | --------- | ---------- | ------------ |
| الأفراد        | 1،338،659 | 866،061   | 2،245،046 | 2،383،377 | 1،121،110  | 8،484،965    |
| النسبة المئوية | 15.78     | 10.21     | 26.46     | 28.01     | 14.28      | 100          |

## إطار قانوني

### المقدمة
إن قانون بلدية كيبيك ، وخاصة فيما يتعلق بمدينة مونتريال ، معقد للغاية. في الواقع ، بالإضافة إلى النظام العام الوارد في القانون المدني في كيبيك ، تستمد مدينة مونتريال سلطاتها من ميثاق مدينة مونتريال ،  قانون المدن والبلدات ،  القانون الذي يزيد من الحكم الذاتي سلطات مدينة مونتريال ، متروبوليس كيبيك ،  وقوانين أخرى مختلفة ، ولا سيما قانون الأمن المدني ،  القانون المعدل لمختلف الأحكام التشريعية في الشؤون البلدية ،  قانون معالجة المسؤولون المنتخبون ،  قانون ممارسة سلطات بلدية معينة في تجمعات معينة ،  قانون الضرائب البلدية ،  قانون السلطات البلدية. بعد ذلك ، تنقسم مونتريال إلى 19 حيًا ،  لكل منها مجلسها الخاص. علاوة على ذلك ، أدى العديد من عمليات الاندماج منذ بداية العقد الأول من القرن الحادي والعشرين  إلى وجود العديد من المدن في جزيرة مونتريال ، المستقلة تمامًا عن مدينة مونتريال. ولجعل الأمر أكثر تعقيدًا ، يشارك العديد من اللاعبين الآخرين ، بما في ذلك خدمة شرطة مونتريال، وشركات التنمية التجارية (SDC) ، إلخ. كمؤشر ، كانت ميزانية مدينة مونتريال لعام 2020 أكثر من 6 بليون دولار كندي . دعونا لا ننسى العديد من مجموعات الضغط ونقابات الخدمة العامة. ومع ذلك ، فإن بلديات كيبيك هي إنشاء لمقاطعة كيبيك ، والتي يمكن أن تقضي عليها بقانون بسيط. [بحاجة لمصدر]

### حالة الطوارئ المحلية
في 20 ديسمبر 2001 ، اعتمدت حكومة الحزب الكيبيكي بقيادة برنارد لاندري قانون الحماية المدنية. ووفقًا لهذه الأخيرة ، يجوز للبلدية المحلية أن تعلن حالة الطوارئ عندما تتطلب كارثة كبرى ، حقيقية أو وشيكة ، إجراءً فوريًا تعتبره غير قادر على القيام به في إطار قواعد عملها المعتادة (المادة 42). بموجب المادة 47 ، يجوز للعمدة ونائب العمدة والمسؤول البلدي ، دون تأخير أو شكلية ، التحكم في الوصول إلى أراضيها ، ومنح أي عقود تعتبر ضرورية لحماية حياة مواطنيها أو أمنهم ، وطلب مساعدة أي مواطن ، والاستيلاء في أراضيها وسائل المساعدة والإيواء الخاص على أراضيها ، دون خوف من المقاضاة. لاحظ أيضًا أن سلطة المجلس البلدي ، بموجب المادة 30.0.4 ، يمكن أن تتبنى لائحة تعوض مالياً المسؤولين المنتخبين عن خسائرهم المتولدة أثناء إعلان حالة الطوارئ.

## الجدول الزمني للتدابير والإجرائات

### مارس
في 10 مارس ، أعلنت مدينة مونتريال أنها في وضع «التنبيه». وبحسب رئيس البلدية ، كانت هذه مجرد إجراءات داخلية لضمان مرونة الخدمات المقدمة للجمهور.
أعلن عمدة مونتريال فاليري بلانت إغلاق المرافق العامة اعتبارًا من 13 مارس ، مثل الساحات (34 الساحات العامة) ،  المكتبات العامة (45 في المجموع) ،  المرافق الرياضية ، وحمامات السباحة (48 حمامات سباحة داخلية ، 74 حمامات سباحة خارجية ، 109 حمامات سباحة و 117 لعبة مائية) ،  بالإضافة إلى حديقة مونتريال النباتية و القبة السماوية لمونتريال .
في يوم الجمعة 13 مارس ، أعلن رئيس وزراء كيبيك ، فرانسوا ليجولت ، إغلاق المدارس والجامعات حتى 30 مارس 2020. في 22 مارس ، مددت كيبيك فترة إغلاق المدرسة حتى 1 مايو.
|             | مجلس مدرسة مونتريال الإنجليزية | لجنة سكولاير مونتريال | مدارس خاصة | المدارس الحكومية | الجامعات |
| ----------- | ------------------------------ | --------------------- | ---------- | ---------------- | -------- |
| عدد المدارس | 64                             | 189                   | 270        | 13               | 9        |
| عدد الطلاب  | 35000                          | 115،018               | 125000     | 54000            | 190،000  |

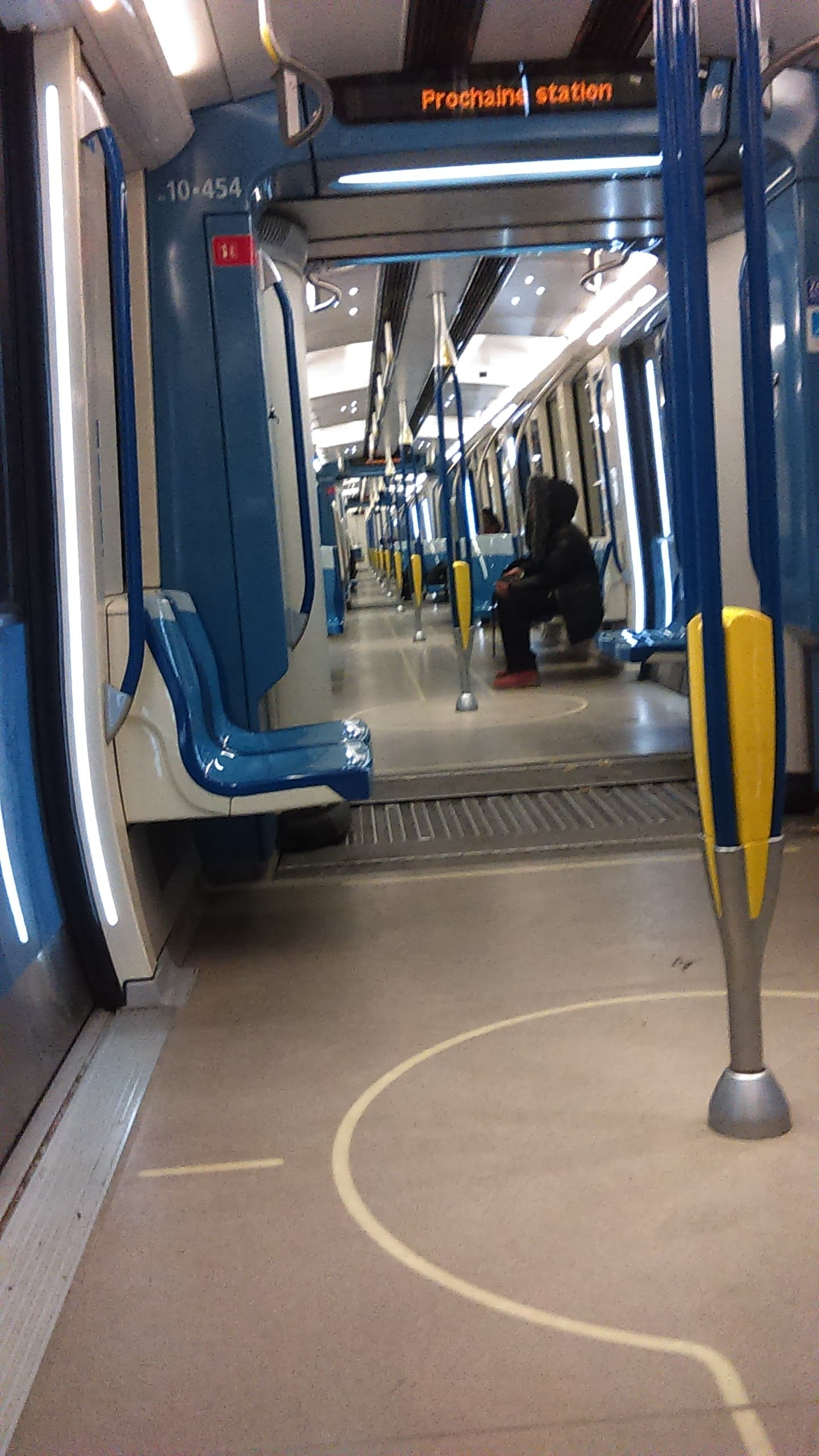
عندما وصل الخط البرتقالي إلى نقطة التشبع إلى حد كونه مشكلة صحية عامة في أبريل 2019 ، كانت القطارات ، حتى خلال ساعة الذروة ، فارغة.

في 13 مارس ، قامت وكالة النقل STM بتحسين إجراءات الصيانة لسيارات ومترو الأنفاق. بالانتقال من التنظيف كل ستة أسابيع ، من المفترض أن يتم غسل السيارات يوميًا. حتى 17 مارس ، كان الركاب على حافلات وكالة النقل STM مطالبين الآن بالدخول من الباب الخلفي لحماية السائقين. ثم ، اعتبارًا من 24 مارس ، لم تعد وكالة النقل STM تقبل النقد. وفقًا لأرقام وكالة النقل ، كان هناك انخفاض بنسبة 75 ٪ في رحلات الحافلات اليومية. وفي المترو نتحدث عن انخفاض بنسبة 80٪.
حتى 16 مارس ، أرسلت إدارة الصحة العامة في مونتريال العشرات من موظفيها إلى مطار بيير إليوت ترودو في مونتريال لمطالبة المسافرين الذين يصلون إلى المدينة بعزل أنفسهم لمدة 14 يومًا.
في 16 مارس ، علقت غرفة تجارة متروبوليتان مونتريال ومجلس مونتريال للعلاقات الدولية جميع أنشطتها حتى إشعار آخر.
منذ 17 مارس ، تم إغلاق 31 محطة حي دائرة الشرطة في مدينة مونتريال SPVM مؤقتًا للجمهور لفترة غير محددة. في 23 مارس ، أعلنت SPVM حالة الطوارئ في جميع أنحاء أراضيها لفترة غير محددة من أجل تحسين التدخلات المتعلقة في كوفيد-19. بموجب الاتفاقية الجماعية 2015-2021 ، يتم تعويض جميع ساعات العمل الإضافي كما لو كانت تعمل في الأوقات العادية. اعتبارًا من 9 أبريل / نيسان ، كان من المقرر أن تقوم SPVM بتنفيذ ما يقرب من 4000 تدخل مع السكان من أجل تطبيق مرسوم يحظر التجمعات. وفي الوقت نفسه ، سوف يسير 65 ضابط شرطة على دراجات هوائية عبر الحدائق لتذكيرهم بالتعليمات. تم تشكيل فريق مختلط متخصص من 30 ضابط شرطة ، بالإضافة إلى 125 ضابط شرطة منتدبين في الحدائق.
اعتبارًا من 20 مارس ، تم تأجيل غالبية المحاكمات في محكمة بلدية مونتريال إلى تاريخ لاحق. من 31 مارس ، تم إغلاق المحكمة البلدية في مونتريال.
أما بالنسبة لمحكمة مونتريال ، فمنذ 20 مارس ، لم يسمع سوى القضايا العاجلة.
في 22 مارس ، كان حول مراكز التسوق لإغلاق أبوابها حتى إشعار آخر. وبالتالي تم إغلاق مراكز التسوق التسعة في منطقة مونتريال الكبرى ،  بما في ذلك مركز مونتريال إيتون ، الذي يستقبل في المتوسط 22.3 مليون زائر سنويًا.
في 23 مارس ، أنشأت المدينة عيادة فحص كوفيد-19 في وسط مدينة مونتريال .
في 24 مارس ، أنشأت بلاتو-مونت-رويال ، بالاشتراك مع مركز خدمات ديجاردان ، صندوق طوارئ محلي بقيمة 200،000 ألف دولار كندي لدعم منظمات المجتمع المجاورة لمحاربة كوفيد-19. وأضاف النائب ربى غزال بعد ذلك مساهمة شخصية بقيمة 50،000 دولار. وقد قامت مدينة مونتريال من جانبها بإيداع 1.2 مليون دولار في صندوق طوارئ لتقديم معونة غذائية لأكثر الفئات ضعفاً.
في 27 مارس ، أصدر عمدة مونتريال مرسومًا بحالة الطوارئ الصحية لمدينة مونتريال. في 18 أبريل ، تم تمديد حالة الطوارئ حتى 22 أبريل ، ثم تم تجديدها حتى 26 أبريل 2020.
في 28 مارس ، أعلنت مدينة مونتريال عن إغلاق حدائق الكلاب وحدائق المجتمع لفترة غير محددة.

### أبريل
في 2 أبريل ، أعلن العمدة بلانت أنه سيكون هناك وجود أكبر للشرطة في ستة حدائق رئيسية ( مونت رويال بارك ، جين مانس بارك ، لوريير بارك ، لا فونتير بارك ، ميزونوف بارك ، و كانال دي لاشين بارك) لفرض القيود والقوانين البعيدة. في نفس اليوم ، أعلنت المدينة عن تعليق مؤقت لفهرسة عدادات مواقف السيارات 
من 5 أبريل ، تم إغلاق جناح شاليه دي مونت رويال وجناح لاك أكس كاستروز. بالإضافة إلى ذلك ، تم منع راكبي الدراجات من السفر على طريق أولمستيد على مونتر رويال 
في 13 أبريل ، كشفت التلفزيون الكندي باللغة الفرنسية TVA Nouvelles أن المدينة وافقت على شراء 800000 ألف قناع KN-95 بتكلفة 4.5 دولار للوحدة ، أو ما يقرب من 4.1 مليون. في 24 أبريل ، أعلنت أوتاوا أن مليون قناع NK95 مستورد من الصين لا يفي بالمعايير الصحية الكندية ولا يمكن توزيعه على المقاطعات 
في 3 أبريل ، تم نصب سرادق أمام مستشفى سانتا كابريني من أجل احترام قواعد الإبعاد الاجتماعي. في 14 أبريل ، بنى مستشفى فردان ملحقًا مؤقتًا بدون موقف للسيارات يتسع لـ 36 سريرًا إضافيًا في المستشفى. كان من المقرر الانتهاء من العمل بحلول نهاية أبريل. في 24 أبريل ، تم تحويل ساحة جاك لومير في لاسال مؤقتًا إلى مستشفى 
تم إطلاق موسم 2020 لدراجات BIXI في الموعد المحدد ، 15 أبريل. بالإضافة إلى ذلك ، أوصي بشدة بتعليمات إضافية بشأن تدابير النظافة. عرض الخدمة اعتبارًا من 15 أبريل 2020: 7270 دراجة عادية و 160 دراجة كهربائية و 610 محطات على مساحة 142 كيلومترًا مربعًا 
في 23 أبريل ، قدم رئيس اللجنة التنفيذية ، بينويت دوريس ، التقرير المالي للمدينة لعام 2019. وتشير إلى فائض قدره 250.9 مليون. ومع ذلك ، وفقًا للسيناريوهات المختلفة للمدينة ، يمكن للأزمة الصحية أن تتسبب في خسارة ما بين 93 و 281.3 مليون في الإيرادات 

## الجدول الزمني لانتشار الفيروس

### الحالات

#### شهر فبراير
أكدت المحافظة قضيتها الأولى في 28 فبراير - وهي امرأة تبلغ من العمر 41 عامًا من مونتريال عادت من إيران في الرابع والعشرين على متن رحلة من الدوحة ، قطر . تم نقلها إلى المستشفى العام اليهودي في 3 مارس وأفرج عنها في 4 مارس. ومنذ ذلك الحين ، ظلت معزولة في منزلها في فردان .  

#### مارس
- في 10 مارس ، أبلغ موظف في مستشفى إعادة التأهيل اليهودي في لافال ، الذي يعيش في مونتريال ، عن عمل في ذلك اليوم عندما كان بدون أعراض ، ولكن خلال فترة كان فيها معديًا. تم تشخيصه لاحقًا في كوفيد-19.[75]
- في 14 مارس ، في بيان صحفي ، أشار مركز مستشفى جامعة ساينت جستين الأم والطفل الجامعي ( CHU Sainte-Justine ) إلى أن الطفل الذي عاد من رحلة إلى أوروبا كان اختباره إيجابيًا لـكوفيد-19. وكانت هذه أول حالة إصابة بفيروس كورونا في قاصر.[76]
- في 16 مارس ، كان اختبار الطالب في Collège Jean-de-Brébeuf إيجابيًا.[77]
- في 19 مارس ، كان اختبار موظف CHU Sainte-Justine إيجابيًا.[78]

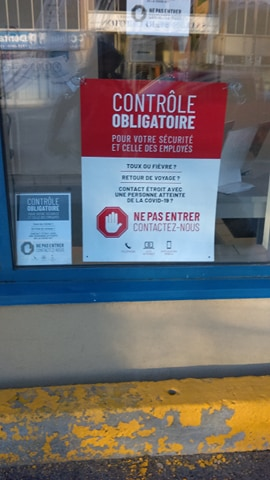
ترفض معظم متاجر البقالة أو الصيدليات دخول الأشخاص الذين يعانون من أعراض كوفيد-19 في مونتريال

* في 20 مارس ، نصحت سلطات الصحة العامة بأن الأفراد الذين تم تشخيص إصابتهم بـ COVID-19 كانوا في العديد من الأماكن العامة في مونتريال خلال الأسبوع الماضي بما في ذلك الخط الأخضر لـدائرة شرطة مدينة مونتريال STM بين محطات مترو Angrignon و McGill ، الحافلة 106 من Newman Boulevard اتجهت نحو مدينة Angrignon يوم 10 مارس ، مكتبة نوتردام دي جريس في 11 مارس ، اتجهت الحافلة 24 غربًا في شارع شيربروك بين مستشفى نوتردام ومتحف الفنون الجميلة في 12 مارس ومطعم أونيا في 13 مارس. هؤلاء الأفراد هم من بين المقيمين الأربعة في كوت سانت لوك الذين تم الإعلان عن إصابتهم في كوفيد-19 وفقًا لرئيس بلدية المدينة ، ميتشل براونشتاين. في نفس التاريخ ، وفقًا لـ Le Devoir ، تلقى رئيس الطوارئ في مستشفى Maisonneuve-Rosemont أيضًا تشخيصًا إيجابيًا لكوفيد-19.
- في 24 مارس ، قالت إدارة الصحة العامة الإقليمية في مونتريال أنها حددت 300 حالة من حالات انتقال المجتمع في منطقة العاصمة يوم 23 مارس.[82] في اليوم نفسه ، علمت La Presse أن شخصًا بلا مأوى كان اختباره إيجابيًا لـكوفيد-19.[83]

#### أبريل
- في 2 أبريل ، تم الكشف عن 480 حالة في مونتريال ، ليصل العدد الإجمالي للحالات المؤكدة إلى 2642. ومن بين هؤلاء 17 حالة وفاة. بالإضافة إلى ذلك ، لوحظ أكثر من 20 حالة تفشي في مرافق الرعاية طويلة الأجل.[58] علاوة على ذلك ، تعاقد ما لا يقل عن 35 مريضاً وطبيبين على COVID-19 في مستشفى فردان.[84]
- في 3 أبريل ، في حين تم تأكيد 2837 حالة في المنطقة الحضرية ، تم تشخيص ما مجموعه 204 من العاملين في مجال الرعاية الصحية ، بما في ذلك 148 في مونتريال ، مع COVID-19 ، بما في ذلك 5 أطباء من مستشفى فردان.[85] بالإضافة إلى ذلك ، وجد موظف ثان في مطعم ماكدونالدز إيجابيًا. بينما كان الأول يعمل في الفرع الموجود في 12 090 شارع شيربروك إست ، عمل الثاني في المطعم الموجود في 2901 شارع شيربروك إست.[86] وبحسب قناة TVA Nouvelles ، يقال إن الملياردير مايكل روزنبرغ في العناية المركزة ، وأنبّه تحت التخدير. شارك الأخير في حفل زفاف في 16 مارس في فندق كراون بلازا في مونتريال.[87]

- بحلول 4 أبريل ، أكدت جميع الأحياء والبلديات في مونتريال الحالات التي حصلت فيها Senneville على أولى حالاتها.
- في 15 أبريل ، كان لدى Société de Transport de Montréal (STM) 34 موظفًا مع COVID-19 ، بما في ذلك 14 سائق حافلة.[88] كما تم قبول ضابط من شرطة مونتريال ( SPVM ) في العناية المركزة. كان الرجل في أواخر الثلاثينات من عمره وتم تكليفه بمترو مونتريال [89]
- في 23 أبريل ، حدثت 85٪ من الوفيات المرتبطة بـ COVID-19 في منطقة مونتريال الكبرى. كما تمثل المدينة 76 ٪ من 15،915 حالة مؤكدة [90]

### حالات الوفاة

#### مارس
- في 25 مارس ، جعلت COVID-19 ضحيتها الأولى في مونتريال. رجل يبلغ من العمر 67 عامًا عاش في منطقة أوترمونت.[91]

#### أبريل
- توفيت Marguerite Lescop من Covid-19 عن عمر 104 سنوات ، في CHSLD Alfred-Desrochers في مونتريال ، حيث عاشت لعدة سنوات وحيث استسلم العديد من السكان الآخرين للمرض.[92]

- في 7 أبريل 2020 ، توفي الممثل Ghyslain Tremblay بعد الإصابة بمرض COVID-19 في المنزل L'Étincelle ، دار رعاية في Verdun (مونتريال) ، عن عمر 68 عامًا.[93]

- في 11 أبريل ، قيل أن خمسة على الأقل من سكان CHSLD Herron في ضاحية مونتريال Dorval قد ماتوا من COVID-19 في الشهر الماضي ، كجزء من نمط أكبر من الإهمال المكتشف في المنشأة.[94]
- في 19 أبريل ، توفي أحد المستفيدين العاملين في CHSLD Grace Dart في منطقة Mercier - Hochelaga-Maisonneuve نتيجة لـ COVID-19 [95]
- في 24 أبريل ، أكدت بيوت الجنازات في مونتريال الكبرى زيادة بنسبة 46.5 ٪ في الوفيات خلال الفترة من 22 مارس إلى 22 أبريل ، مقارنة بالفترة نفسها من عام 2019.[96]

## عن طريق البلدة

### مونتريال نورد
في 13 مارس ، وضعت عمدة مونتريال الشمالية ، كريستين بلاك ، نفسها في الحجر الصحي الطوعي بعد عودتها من رحلتها خلال عطلة الربيع 
في 5 أبريل ، حث لاعب تورنتو رابتورز كريس باوتشر الشباب على اتباع إرشادات الصحة العامة.
بين 25 مارس و 7 أبريل ، كان أربعة موظفين إيجابيون لفيروس كورونا في مركز توزيع اللحوم المجمدة في سلسلة مترو ، الموجود في 11701 ألبرت-هودون. ومنذ ذلك الحين ، تم تحديد حالتين أخريين في مركز التوزيع هذا.
في 30 مارس ، كان هناك 50 حالة مؤكدة.
في 7 أبريل ، تم الإبلاغ عن أول حالة إيجابية في مدرسة حكومية في البلدة التي كان اختبارها إيجابيًا لـ 149 شخصًا.
في 9 أبريل ، كان لدى البلدة 193 حالة.
في 16 أبريل ، كان هناك 443 مصابًا ، بزيادة 52٪ في أربعة أيام (في 12 أبريل ، كان هناك 291 حالة) 
في 22 أبريل ، توفي 40 من سكان مونتريال الشماليين من كوفيد-19 ، بينما تم تحديد 839 حالة. من هذا العدد ، يصاب 25 من العاملين الصحيين المقيمين في مونتريال الشمالية 
اعتبارًا من 29 أبريل ، كان لدى مقاطعة مونتريال الشمالية 1،153 حالة مؤكدة أو 1،369 لكل 10،0000 نسمة. كانت نسبة كيبيك 324.55 لكل 100.000 نسمة ، وهي نسبة في كندا 142.78. وأشارت صحيفة Le Devoir إلى أن 23 ٪ من جميع الحالات ، حوالي 253 من العاملين الصحيين قد أصيبوا بالفيروس التاجي ، وتم الإبلاغ عن 206 حالات تلوث أخرى في CHSLDs.
اعتبارًا من 30 أبريل 2020 ، الوضع في بيئات المعيشة لكبار السن والضعفاء في البلدة:
| تاريخ        | المعهد                      | العدد التراكمي للمقيمين المؤكدين | نسبة السكان المؤكدين                |
| ------------ | --------------------------- | -------------------------------- | ----------------------------------- |
| 29 أبريل     | Résidence Angelica Inc      | 162                              | وأكدت حالات أقل من 15 ٪ من السكان   |
| 29 أبريل     | مستشفى ماري كلاراك          | 66                               | ما بين 15٪ و 25٪ من الحالات المؤكدة |
| 28 أبريل     | Résidence Angelica          | 145                              | أكثر من 25٪ من الحالات المؤكدة      |
| 26 أبريل     | CHSLD Champlain-De-Gouin    | 30                               | أكثر من 25٪ من الحالات المؤكدة      |
| 28 أبريل     | شاتو بوريفاج                | 29                               | ما بين 15٪ و 25٪ من الحالات المؤكدة |
| 28 أبريل     | Résidence Les Cascades inc. | 2                                | ما بين 15٪ و 25٪ من الحالات المؤكدة |
| قبل 13 أبريل | Résidence Sault-au-Récollet | 1                                | ما بين 15٪ و 25٪ من الحالات المؤكدة |
| قبل 13 أبريل | Résidence Portofino inc     | 1                                | ما بين 15٪ و 25٪ من الحالات المؤكدة |

## اضرار جانبية

### رياضات
علق دوري الهوكي الوطني  ودوري كرة القدم الرئيسي  مواسمهما العادية ، مما أثر على مونتريال كنديانز ومونتريال إمباكت . مع تعليق الدوري الرئيسي للبيسبول اللعب قبل الموسم ، تم أيضًا إلغاء سلسلة الموسم السنوي في تورونتو بلو جايز في الاستاد الأولمبي . تم إلغاء بطولة العالم 2020 للتزلج على الجليد التي تستضيفها مونتريال في 11 مارس. في 7 أبريل ، أجلت فورمولا 1 سباق الجائزة الكبرى الكندي .
في 11 أبريل ، أعلنت شركة تنس كندا أنه بناءً على طلب حكومة المقاطعة ، تم إلغاء الجزء النسائي من بطولة كندا المفتوحة ؛ من المقرر الآن أن تستضيف مونتريال بطولة 2021 للسيدات بدلاً من ذلك. تتناوب منافسات النساء والرجال عادة بين مونتريال وتورنتو.
في 15 أبريل ، في بيان صحفي صادر عن منظمة سباق الدراجات النارية الكبرى في مونتريال (GPCQM) و Union Cycliste Internationale ( UCI ) ، المراحل في مونتريال وكيبيك ، سباقات UCI WorldTour الوحيدة المقدمة في أمريكا ، تحتفظ بمكانها في تقويم 2020.
كما قامت الهيئات الرياضية الإقليمية الأخرى بتعليق الأنشطة ، بما في ذلك كرة السلة كيبيك ،  البيسبول كيبيك (تم تعليق نشاط البيسبول حتى 1 مايو على الأقل) ،  هوكي كيبيك (بما في ذلك كيبيك جونيور هوكي ليغ ، التي ألغت بقية الموسم ) ،  و Soccer Québec (تم تعليق النشاط حتى 1 مايو على الأقل). الأحداث المحلية الأخرى التي واجهت الإلغاء تشمل Tour de l'Île de Montréal ، والعديد من أقدام القدم.

### ثقافي
في 12 مارس ، ألغت مونتريال مسيرات عيد القديس باتريك (لأول مرة في تاريخ 196 عامًا). ألغت أوركسترا مونتريال السيمفونية الحفلات الموسيقية المقررة حتى 24 مايو (بما في ذلك الأداء المخطط في قاعة كارنيجي في مدينة نيويورك) ،. تم إلغاء العديد من المهرجانات ، بما في ذلك Les Francos ،  Montréal Complètement Cirque ،  مهرجان مونتريال الدولي للجاز ،. تم تأجيل مهرجان Montreal's Just for Laughs الكوميدي إلى أواخر سبتمبر وأوائل أكتوبر. كما تم إلغاء مهرجان مونتريال للألعاب النارية .
في 13 مارس ، تم إغلاق جميع المتاحف في كندا ومتحف مونتريال للفنون الجميلة (MMFA) ومتحف مونتريال للفن المعاصر (MAC) ومركز OPTICA للفن المعاصر في مونتريال إلى أجل غير مسمى. في اليوم التالي ، قام متحف مكورد بنفس الشيء.
في 14 مارس ، أغلقت سينما Beaubien و Parc cinema و Musée cinema و Quebec Cinematics ، بالإضافة إلى جميع متاحف الدولة وجميع المكتبات في شبكة Bibliothèque et Archives Nationales du Québec أبوابها لمدة 30 يومًا وفقًا بناء على طلب وزير الثقافة والاتصالات السيدة ناتالي روي . بالإضافة إلى هذه دور السينما ، وقاعات العروض المسرحية في مسرح Quat'Sous و Théâte PAP و Agora de la danse ومسرح Prospero.
حتى 9 أبريل ، تم إلغاء العديد من الأحداث والعروض بسبب كوفيد-19 ، بما في ذلك:
| الأحداث                          | متى                | أين                          |
| -------------------------------- | ------------------ | ---------------------------- |
| الفرنسية 2020                    | 17 فبراير - 4 مايو | الأسد دور ونادي الصودا       |
| Cabane Panache et Bois Rond 2020 | 19 مارس - 22 مارس  | منتزه ويلينغتون              |
| دكتور موبيلو اكوافيست 2020       | 1 مايو - 16 مايو   | مسرح فيرمونت                 |
| مهرجان التشويه النفسي 2020       | 6 مايو - 9 مايو    | كنيسة القديسين الرضع         |
| مهرجان مترو مترو 2020            | 15 مايو - 17 مايو  | Esplanade du Stade Olympique |
| مهرجان بوزا 2020                 | 15 مايو - 17 مايو  | كوارتير ديس نظارات           |
| مهرجان Transamériques FTA 2020   | 20 مايو - 3 يونيو  | وسط مدينة مونتريال           |

في 10 أبريل ، بعد طلب الحكومة بتعليق الأحداث في جميع أنحاء كيبيك حتى 31 أغسطس ، أكدت إيفينكوEvenko أن مهرجاناتها ، ولا سيما مهرجان أوشيغاOSHEAGA و إلسنيك و لاسو مونتريال لن تقام في المواعيد المقررة ، دون إلغاء المهرجانات المذكورة رسميًا. تم إلغاء مهرجان مونتريال برايد المقرر من 6 إلى 16 أغسطس 2020.

### الدين
في 12 مارس ، ألغت جمعية أساقفة كيبيك جميع الجماهير خلال الوباء. وعقب هذا الخبر ، قام رئيس أساقفة مونتريال ، مونسينيور كريستيان ليبين ، بحمل جماهير أمام الكاميرا يوم الأحد التالي من سرداب القديس يوسف . ومع ذلك ، في 20 مارس ، أمرت أبرشية كيبيك بإغلاق جميع الكنائس وكنائس العبادة والمختبرات العامة حتى إشعار آخر.
في 13 مارس ، طلب مجلس الأئمة الكندي من جميع المساجد تعليق الخدمات طوال فترة الوباء. أكثر من 25 مسجدًا في إقليم مونتريال 
في 18 مارس ، قرر قادة الجالية اليهودية في مونتريال الهاسيدية إغلاق جميع المعابد في المنطقة 

### ابحاث
في 23 مارس ، أطلق فريق في معهد مونتريال للقلب بقيادة جان كلود تارديف تجربة سريرية لاستكشاف استخدام الكولشيسين للمساعدة في علاج مضاعفات كوفيد-19. النتائج الأولى متوقعة لشهر حزيران 2020 
في 26 مارس ، أسس كل من صندوق أبحاث كيبيك و جينوم كيبيك فرقة عمل إقليمية لبناء بنك حيوي لعينات كوفيد-19 ، بقيادة رئيس جامعة ماكجيل فنسنت موسر. ميلا ، معهد الذكاء الاصطناعي في مونتريال ، يطور برمجيات تتبع الاتصال للهواتف المحمولة.

### البيئة

#### تلوث الهواء
وقد أدى انخفاض الحركة الجوية ، وإغلاق المصانع ، وزيادة العمل عن بعد ، وبالتالي انخفاض كبير في مركبات الطرق على شبكة الطرق ، إلى الحد بشكل كبير من غازات الدفيئة (GHG). ووفقًا لبيانات من Réseau de la مراقبة جودة الحياة  في شرق المدينة ، كان متوسط مؤشر جودة الهواء 26.2. في نفس الفترة من العام الماضي ، كان المتوسط 32.6. من الواضح أنه كلما كانت جودة الهواء أفضل ، انخفض المؤشر. يقيس هذا المؤشر الملوثات الغازية التقليدية ( So2 ، NO / NO2 ، O3 وH2S ) ، والتلوث بالجسيمات ، والمركبات العضوية المتطايرة ( VOCs ) والهيدروكربونات العطرية متعددة الحلقات ( PAHs ).  

#### إدارة المخلفات

##### إعادة تدوير وإعادة استخدام الزجاج والألمنيوم والزجاجات البلاستيكية
منذ عام 1996 ، يلتزم أي بائع تجزئة في كيبيك يبيع البيرة أو مشروب غازي في حاويات ذات تعبئة واحدة بقبول إعادة هذه الحاويات التي تحمل المعلومات المطلوبة ، بعد الاستهلاك ، وتعويض الجزء القابل للاسترداد من الإيداع. بموجب هذا النموذج ، اختلف الإيداع وفقًا لنوع وحجم الحاويات التي يمكن التخلص منها.  
في 30 يناير 2019 ، قدم فرانسوا ليغولت وبنوا شاريت ، وزير البيئة ومكافحة تغير المناخ ، خطة توسيع لجميع الحاويات بين 100 مل و 4 لترات ، سواء كانت بلاستيكية أو زجاجية أو ألمنيوم. بالإضافة إلى ذلك ، سيتم إعادة زجاجات النبيذ ، التي تباع في الغالب في وعاء زجاجي ، مقابل 25 سنتًا. حاليا ، زجاجات النبيذ غير قابلة للإرجاع أو إعادة التدوير . تم التخطيط لبدء هذا البرنامج في خريف 2022. على الرغم من عدم إصدار أي إعلان رسمي ، إلا أنه رهان آمن أنه بسبب الأزمة الصحية ، سيتم تأجيل هذا المشروع على الأقل إلى تاريخ لاحق.  
علاوة على ذلك ، من 26 مارس ، أعربت الصحة العامة عن رأي مفاده أنه من غير المستصوب التعامل مع الحاويات الفارغة. وهكذا ، توقفت الغالبية العظمى ، أو حتى جميع بائعي التجزئة ، عن استعادة الحاويات ذات الاستخدام الواحد. بينما تم استعادة العبوات البلاستيكية والألمنيوم بنسبة 100٪ ، تم إعادة استخدام الزجاجات الخاصة بالبيرة ، تم إلقاءها في القمامة أثناء الوباء.

##### مجموعة انتقائية من المواد القابلة لإعادة التدوير
في التسعينات ، بدأت المجموعة الانتقائية من المواد (الورق المقوى والصحف والورق والزجاج والبلاستيك والمعادن). وفقًا لإحصاءات كندا ، في 2013-2014 ، تجنب الكنديون إرسال أكثر من 9 ملايين مادة معاد تدويرها إلى مكب النفايات. ومن هذا العدد ، ذهب أكثر من النصف إلى الصين. في كيبيك ، طلبت مراكز الفرز الـ 27 ، التي لم تعد قادرة على بيع موادنا «القابلة لإعادة التدوير» ، مساعدة الدولة للبقاء على قيد الحياة. في أوائل عام 2018 ، ضخت إدارة بلانت 29.9 مليون دولار في مركز فرز مونتريال. في يناير 2020 ، هدد اثنان من مراكز الفرز الثلاثة في مونتريال بالإغلاق ، بما في ذلك مركز تلقى الدعم ما يقرب من 30 مليونًا قبل عامين.
تم تعريف القمامة والمواد القابلة لإعادة التدوير كخدمة أساسية خلال الوباء. على الرغم من أنه ليس في موقع مدينة كيبيك حيث تم تخزين 80 ٪ من محتويات صناديق إعادة التدوير بواسطة (وعلى نفقة مدينة كيبيك) ، فإن كمية كبيرة كبيرة من المواد المعاد تدويرها عادة ما تنتهي في مقالب النفايات 
أما بالنسبة للمواد الأخرى مثل الأجهزة المنزلية ، والثلاجات ، والخشب ، والأرائك ، والإطارات ، ومخلفات البناء ، والمخلفات المنزلية الخطرة والمخلفات الخضراء ،  ظلت المراكز البيئية السبعة لتكتل مونتريال مفتوحة وفقًا للجدول الزمني المعتاد ، على الرغم من أنه يوصى بشدة عدم الذهاب.

##### الحقائب البلاستيكية
في 6 فبراير 2020 ، أعلن العمدة فاليري بلانت عن نهاية الأكياس البلاستيكية في جميع التجار في مونتريال بحلول نهاية عام 2020. ومع ذلك ، خلال الأزمة ، قررت العديد من الشركات ، مثل Loblaw أو IGA ، عدم قبول أكياس قابلة لإعادة الاستخدام تابعة للعملاء ، واضطرت الأخيرة إلى استخدام أكياس بلاستيكية.

#### الحيوانات البرية
مثل المدن الكبرى حول العالم ،  شوهدت المزيد من الحيوانات البرية خلال الوباء في مونتريال.